# شونباخ، اتریش
شونباخ (به آلمانی: Schönbach) یک منطقهٔ مسکونی در اتریش است که در ناحیه تسوتل واقع شده‌است. شونباخ ۳۴٫۶۴ کیلومتر مربع مساحت دارد ۷۳۱ متر بالاتر از سطح دریا واقع شده‌است.

## خواهرخوانده
شهر هربورن خواهرخواندهٔ شونباخ، اتریش هست.